# Нико није наручио љубав
Нико није наручио љубав (енгл. Nobody Ordered Love) британски је изгубљени хорор филм из 1972. године, редитеља Роберта Хартфорд-Дејвиса, у коме главне улоге тумаче Ингрид Пит, Џуди Хакстејбл, Џон Ронан и Тони Шелби.
Филм се налази на листи 75 најтраженијих изгубљених остварења, коју је саставио Британски филмски институт. Према речима Ингрид Пит, филм је био толика пропаст, да га је сам Роберт Хартфорд-Дејвис повукао из дистрибуције и преселио се САД. Године 1977, док је био на самрти, Харфорд-Дејвис је захтевао да се униште све копије филма, што је и учињено.

## Радња
Редитељ Пол Медбери одлучује да, због проблема са алкохолизмом, глумицу Алис Алисон, која је требало да тумачи главну улогу у његовом филму о Првом светском рату, замени младом старлетом Керолајн Џонсон. Убрзо након тога се одиграва серија трагичних догађаја.

## Улоге
| Глумац              | Улога        |
| ------------------- | ------------ |
| Нилс Олаф Крисандер | Ерик         |
| Ауд Егеде-Нисен     | Кристина Дае |
| Ернст Матрај        | Раул         |
| Арашу               | Фантом       |